# Ruben Boumtje-Boumtje
Ruben Bertrand Boumtje-Boumtje (* 20. Mai 1978 in Edéa) ist ein ehemaliger kamerunischer Basketballspieler.

## Leben
Der 2,13 m große Centerspieler Boumtje-Boumtje spielte in den USA für die Georgetown University, ehe er im NBA Draft 2001 von den Portland Trail Blazers verpflichtet wurde. Nach drei Spielzeiten bei den Blazers, in denen er insgesamt 44 NBA-Spiele bestritten hat, wurde Boumtje-Boumtje am 21. Januar 2004 zusammen mit Jeff McInnis gegen Darius Miles zu den Cleveland Cavaliers transferiert. Ohne jemals ein Spiel für die Cavs bestritten zu haben, wurde er bereits kurze Zeit später wieder entlassen. Daraufhin kam Boumtje-Boumtje bei den Fayetteville Patriots in der NBA Development League unter.
Nach einem kurzen Gastspiel bei den Orlando Magic während der Reebok Vegas Summer League wechselte er im Sommer 2005 zum griechischen Verein Panellinios Athen. Zur Saison 2006/07 verpflichtete ihn der amtierende deutsche Vize-Meister Alba Berlin. Nach nur einem Jahr verließ Boumtje-Boumtje die Albatrosse und wechselte zu den EWE Baskets Oldenburg, mit denen er 2009 die Meisterschaft und den Champions Cup gewann. Am 16. Juli 2010 wurde bekannt, dass sein Vertrag bei den Baskets nicht verlängert wird. Daraufhin unterschrieb Boumtje-Boumtje einen Einjahresvertrag bei den Artland Dragons. Im September 2011 verpflichtete ihn der Aufsteiger FC Bayern München. Am 2. November 2011 gab Boumtje-Boumtje bekannt, dass er aufgrund einer Herzerkrankung seine aktive Karriere beenden werde.
Nach der Spielerlaufbahn wurde er für die NBA-Mannschaft Philadelphia 76ers als Spielersichter tätig.